# Panegyrici latini
XII Panegyrici Latini ali Dvanajst latinskih panegirikov je konvencionalni naslov zbirke dvanajstih starorimskih in poznoantičnih proznih panegiričnih govorov, napisanih v latinščini. Avtorji večine govorov v zbirki so anonimni, vendar se zdi, da so bili po poreklu Galci. Prvi panegirik je leta 100 sestavil Plinij mlajši, drugi govori v zbirki pa so bili napisani med letoma 289 in 389 našega štetja, verjetno v Galiji. Izvirni rokopis, odkrit leta 1433, je propadel. Ostale so samo kopije.

## Vsebina
V zbirki so naslednji govori: 
1. Govor Plinija mlajšega je bil prvotno zahvalni govor za konzulstvo, ki ga je imel leta 100. Izrečen je bil v senatu v čast cesarja Trajana. Govor, ki je veliko starejši od preostalih v zbirki, je verjetno služilo kot zgled za druge govore.[3][4] Po Pliniju so se zgledovali tudi pri pisanju pisem.[3][4] Pčinij je pozneje  delo predelal in precej razširil, zato je daleč najdaljše v celotni zbirki. Avtor  je bralcu predstavil Trajana kot idealnega vladarja in ga primerjal z njegovim predhodnikom Domicijanom.
2. Pakatov govor v čast cesarju Teodoziju I., je bil govorjen v Rimu leta 389.
3. Govor Klavdija Mamertina v čast cesarju Julijanu je bil izrečen v Konstantinoplu leta 362. Govor je bil hkrati zahvalni govor ob avtorjevem prevzemu konzulske službe tistega leta.
4. Nazarijev govor je bil izrečen bil v Rimu pred senatom leta 321 ob petnajsti obletnici prevzema oblasti Konstantina I. in peti obletnici imenovanje njegovih sinov Krispa in Konstantina II. za cezarja. Govor je nenavaden, ker takrat v senatu ni bil navzoč nihče od spoštovanih cesarjev in ker je slavil Konstantinovo zmago nad Maksencijem v bitki pri Milvijskem mostu leta 312. Govornik se je pri tem izogibal skoraj vsakemu sklicevanju na sočasne dogodke.
5. Govor iz leta 311 je v Trierju izrekel neznan govornik. V govoru se je zahvalil Konstantinu I. za davčne olajšave za njegov domači kraj Autun.
6. Govor drugega neznanega govornika je bil prav tako izrečen na dvoru v Trierju leta 310 ob peti obletnici Konstantinovega pristopa na oblast in dnevu ustanovitve mesta Trier. Govor vsebuje tudi opis prikaza sončevega boga Apolona Konstantinu, ki je postal zgled za kasnejša Konstantinova krščanska videnja. Govor razglaša tudi legendo, da je bil cesar Klavdij II. Konstantinov prednik.
7. Govor tretjega neznanega avtorja je bil izrečen verjetno tudi v Trierju ob poroki Konstantina z Maksimijanovo hčerko Fausto leta 307. V govoru je le hvala obeh cesarjev in njunih dosežkov. Nevesta in poroka sta v govoru komaj omejena.
8. Osmi govor je bil izrečen ob praznovanju ponovne osvojitve Britanije s strani Konstancija Klora, cesarja tetrarha iz Alekta leta 296. Govor je bil verjetno izrečen leta 297 v Trierju, takratni Konstancijevi rezidenci.
9. Deveti govor je drugi govor v zbirki, izrečen brez prisotnosti cesarja. Napisal ga je Evmenij, učitelj retorike v Autunu. Namenjen je bil guvernerju province Lugdunske Galije. Govorjen je bil najverjetneje leta 297 ali 298, bodisi v Autunu bodisi v Lyonu. Poleg glavne teme, obnove šole retorike v Autunu, govornik hvali dosežke cesarjev tetrarhije, zlasti Konstancijeve.
10. Govor iz leta 289 je najstarejši poznoantični govor v zbirki. Izrečen je bil v Trierju v čast Maksimijanu ob dnevu ustanovitve Rima. Po spornem izročilu naj bi bil avtor govora neki Mamertin, ki se ga istoveti z avtorjem naslednjega govora.
11. Enajsti govor je tudi iz Trierja in izrečen ob Maksimijanovem  rojstnem dnevu. Pogosto se pripisuje Mamertinu, verjetno magistru memoriae (zasebni tajnik) cesarja Maksimijana, vendar  avtorstvo ni povsem zanesljivo.
12. Govor v Trierju iz leta 313 slavi in obširno opisuje Konstantinovo zmago nad Maksencijem leta 312. Avtor obsežno citira Vergilija.[5]

## Vir
- Galletier, Édouard (1949). Panégyriques latins. Zv. I. Paris: Les Belles Lettres.
- Haarhoff, Theodore Johannes (1920). Schools of Gaul; a study of pagan and Christian education in the last century of the Western empire. London: Oxford University Press.
- Lolli, Massimo (2023). Turpitudinum notae: la caratterizzazione dell’usurpatore nei Panegyrici Latini tardoantichi. Basel: Schwabe Verlagsgruppe AG. ISBN 9783796546952.
- Mynors, R.A.B. XII Panegyrici Latini. Oxford: Clarendon Press, 1964.
- Nixon, C.E.V.; Rodgers, Barbara Saylor (1994). In Praise of Later Roman Emperors: The Panegyrici Latini. Berkeley: University of California Press. ISBN 0-520-08326-1
- Rees, Roger (1998). »The Private Lives of Public Figures in Latin Prose Panegyric«.  V Whitby, Mary (ur.). The Propaganda of Power: The Role of Panegyric in Late Antiquity. Boston: Brill.
- Rees, Roger (2002). Layers of Loyalty in Latin Panegyric: AD 289–307. New York: Oxford University Press. ISBN 0-19-924918-0
- Van Dam, Raymond (1985). Leadership and community in late antique Gaul. Berkeley: University of California Press. ISBN 0-520-05162-9